# Madagascar en los Juegos Paralímpicos de Londres 2012
Madagascar estuvo representado en los Juegos Paralímpicos de Londres 2012 por un deportista masculino. El equipo paralímpico malgache no obtuvo ninguna medalla en estos Juegos.